# Rebecca Black
Rebecca Renee Black (Irvine, 21 giugno 1997) è una cantante statunitense divenuta famosa in tutto il mondo per il suo singolo Friday, pubblicato dall'etichetta discografica ARK Music Factory.
In poco tempo Friday è diventato un fenomeno mediatico e ha ricevuto critiche pesantemente negative arrivando ad essere definita "la canzone peggiore della storia". Il video musicale su YouTube è riuscito in poco più di tre mesi a superare 167 milioni di visualizzazioni, ma anche ad arrivare al maggior numero di voti negativi (pollici in giù) della storia. Per Google inoltre "Rebecca Black" è stata indicata come la ricerca "in più rapida ascesa" nel mondo per il 2011. Ha recitato nel videoclip della canzone Last Friday Night di Katy Perry.

## Biografia

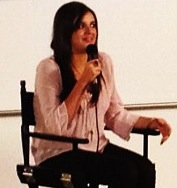
Rebecca Black nel 2011

Rebecca Black, di origine messicana ed italiana, nasce il 21 giugno 1997 ad Irvine, California e inizia la sua carriera musicale verso la fine del 2010: quando una sua compagna di classe le parlò dell'etichetta discografica Ark Music Factory, la madre di Rebecca, dopo aver contattato l'etichetta, pagò 4.000 dollari per fare cantare alla figlia una canzone seguita da un video musicale. Il singolo, intitolato Friday, ha ricevuto inizialmente 1.000 visualizzazioni su YouTube, ma è poi diventato l'argomento più discusso su Twitter, ricevendo critiche negative dai media, ottenendo il record dei cosiddetti "pollici in giù" sul sito e anche minacce di morte via telefono, e-mail e commenti al video, con successive indagini del dipartimento di polizia di Anaheim.
La canzone, su iTunes, ha venduto 40 000 copie in una settimana, oltre ad entrare in alcune classifiche, tra cui la Billboard. Il singolo è stato opera di varie parodie o cover di artisti come Justin Bieber, Katy Perry (che ha cantato anche la canzone in coppia con la stessa Black al Nokia Theatre di Los Angeles) e altri. Una cover è stata fatta anche dal cast di Glee. È stata recensita, oltre che da varie importanti testate giornalistiche, anche da Simon Cowell. A metà giugno 2011 il video di Friday è stato rimosso da YouTube dopo aver totalizzato 167 milioni di visualizzazioni. Esso è stato poi ricaricato il 16 settembre, però non nel canale della casa discografica, ma nel canale di Rebecca.
La Black assunse un manager, un pubblicitario e disse che avrebbe pubblicato un nuovo singolo dal titolo LOL, notizia poi smentita; partecipò inoltre al video musicale di Katy Perry Last Friday Night (T.G.I.F.). Poi Rebecca creò la casa discografica RB Records, con cui pubblicò My Moment il 18 luglio 2011 e Person of Interest il 15 novembre 2011, che ricevette critiche più positive delle sue prime due canzoni. L'8 maggio 2012 venne pubblicata la quarta canzone del suo repertorio: Sing It, mentre il video musicale era stato caricato sul canale YouTube della cantante il giorno prima. I media americani giudicarono positivamente questa nuova canzone. Il 23 novembre 2012 venne pubblicato il suo quinto singolo dal titolo In Your Words. Il 26 agosto 2016 pubblicò The Great Divide, primo singolo dopo tre anni di assenza. Il 15 settembre 2017 uscì il suo primo EP dal titolo RE / BL, anticipato dai singoli, Foolish, uscito il 21 aprile e Heart Full of Scars, uscito il 1º settembre.
Il 10 febbraio 2021 fu pubblicato il remix di Friday in chiave hyperpop in occasione del decimo anniversario dalla pubblicazione originale. Il remix vede la partecipazione di Dorian Electra, i 3OH!3, Big Freedia e Dylan Brady dei 100 Gecs.
Il 16 giugno dello stesso anno pubblicò il suo EP Rebecca Black Was Here, contenente i singoli Personal, Worth It for the Feeling e Girlfriend.

## Discografia

### Album in studio
- 2023 – Let Her Burn
- 2025 – SALVATION

### EP
- 2017 – RE / BL
- 2020 – Self Sabotage/Closer
- 2020 – Rebecca Black (Live Session, Los Angeles,Ca, 2019)
- 2021 – Rebecca Black Was Here

### Singoli
- 2011 – Friday
- 2011 – My Moment
- 2011 – Person of Interest
- 2012 – Sing It
- 2012 – In Your Words
- 2013 – Saturday
- 2016 – The Great Divide
- 2017 – Foolish
- 2017 – Heart Full of Scars
- 2018 – Satellite
- 2019 – Anyway
- 2019 – Do You?
- 2019 – Sweetheart
- 2021 – Girlfriend
- 2021 – Friday (Remix)
- 2021 – Personal
- 2021 – Worth It for the Feeling
- 2021 – Read My Mind (feat. Slayyyter)
- 2022 – Crumbs

## Filmografia
- Katy Perry: Part of Me – se stessa (2012)

### Doppiatrice
- Legend of a Rabbit, regia di Sun Yijun (2013)

## Riconoscimenti
MTV Music Awards
- 2011 - Candidatura come Which Seat Can I Take? per la migliore GIF animata (insieme a 50 Cent e Bert)[28]

Teen Choice Awards 2011
- 2011 - Miglior star del web[29]

J-14 Teen Icon Awards
- 2011 - Candidatura come Icona star del web